# Invitation au voyage (émission de télévision)
Pour les articles homonymes, voir Invitation au voyage.
Invitation au voyage (titre de l'émission en allemand : Stadt Land Kunst) est une émission de télévision présentée par Linda Lorin et diffusée chaque jour de la semaine à 17 h 40 du lundi au vendredi sur Arte depuis le 13 mars 2017. C'est une émission culturelle de voyage qui, autour de trois destinations, propose de découvrir différents lieux, proches ou lointains. De plus, le samedi à 16 h 30, Invitation au voyage spécial propose également une escapade à la découverte d'une ville, d'une région ou d'un pays.

## Présentation
Le principe de l'émission repose sur le dépaysement culturel – en référence au célèbre poème L'Invitation au voyage de Charles Baudelaire paru dans Les Fleurs du mal (1857) – plus ou moins hors des grands lieux touristiques, afin de faire découvrir des facettes peu connues de diverses destinations,. À cette fin, quatre reportages de durées décroissantes sont proposés :
- un reportage principal L'inspiration sur une destination en rapport avec le passé ou la vie d'un grand artiste : écrivain, peintre, sculpteur, architecte, etc. — suivi du Clin d'œil de Thomas Chauvineau en rapport avec ce reportage ;
- un second reportage L'héritage plus tourné sur l'histoire, le patrimoine, ou l'architecture d'un lieu donné ;
- un troisième reportage court, dit séquence Papilles sur les cuisines du monde, est inséré à partir de la saison 2020 dans le programme, avant le dernier volet de l'émission[3] ;
- un dernier reportage, dit Carte-postale, qui incite les téléspectateurs à faire découvrir leur lieu insolite ou intime, proche de chez eux. En deuxième saison, cette séquence change d'approche et fait désormais découvrir un « secret » ou une curiosité d'un lieu connu dans une séquence intitulée Histoire inattendue, anciennement « l'incontournable ».

Dans l’esprit franco-allemand de la chaîne, la présentatrice conclut toujours l’émission par « Bis bald », signifiant « À bientôt » en allemand.
L'émission est produite par la maison de production Elephant Doc. Modérés et présentés par l'animatrice Linda Lorin – dans des « chapeaux » tournés au Pavillon du Lac au parc des Buttes-Chaumont à Paris –, les trois reportages sont filmés simplement, en voix-off, avec un ou des « guides » locaux qui expliquent l'histoire des destinations. À partir de la fin de la deuxième saison, les émissions sont tournées aux studios Cyclone, rue Vulpian à Paris. À partir de la huitième saison, les plateaux des émissions sont tournés dans un loft privé dans le neuvième arrondissement à Paris.
Le 4 octobre 2024, l'émission présente sa 1500e édition.
Depuis janvier 2025, Voyage en cuisine est une émission sœur portée sur la gastronomie autour du monde.